# Isla Curuzú Chalí
Isla Curuzú Chalí är en ö i Argentina.   Den ligger i provinsen Entre Ríos, i den nordöstra delen av landet, 500 km norr om huvudstaden Buenos Aires.
Trakten runt Isla Curuzú Chalí består huvudsakligen av våtmarker. Runt Isla Curuzú Chalí är det glesbefolkat, med 10 invånare per kvadratkilometer.